# 拜尼厄莱瑞夫
拜尼厄莱瑞夫（法語：Baigneux-les-Juifs，法語發音：[bɛɲø le ʒɥif]）是法国科多尔省的一个市镇，位于该省中部偏西北，属于蒙巴尔区。

## 地理
拜尼厄莱瑞夫（47°36'0"N, 4°38'57"E）面积12.47 平方千米，位于法国勃艮第-弗朗什-孔泰大區科多尔省，该省份为法国中东部省份，北起奥布省，西接涅夫勒省和约讷省，南至索恩-卢瓦尔省，东南接汝拉省，东临上索恩省，东北部与上马恩省接壤。
与拜尼厄莱瑞夫接壤的市镇（或旧市镇、城区）包括：塞纳河畔克米尼、普瓦瑟勒城和拉佩里耶尔、孔韦尔新城、昂皮伊莱博尔德、迪埃姆、埃托尔迈、茹尔莱拜尼厄、奥雷。

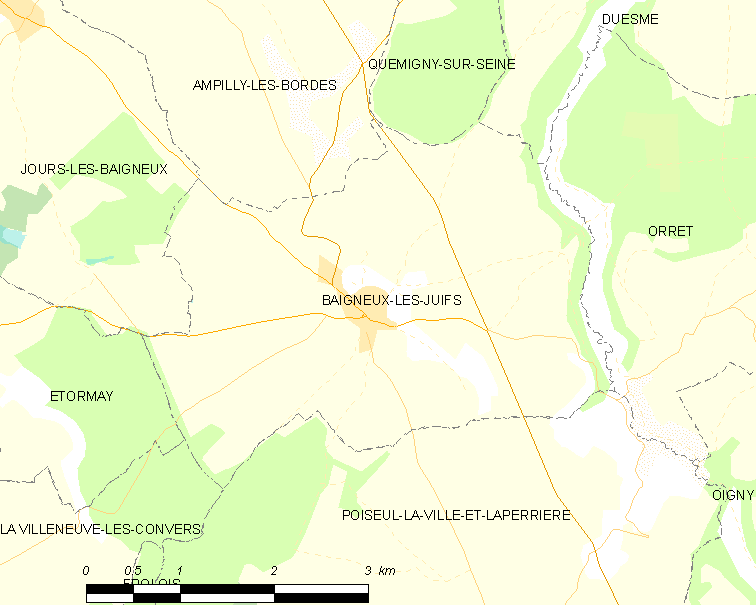
拜尼厄莱瑞夫的OSM定位图

拜尼厄莱瑞夫的时区为UTC+01:00、UTC+02:00（夏令时）。

## 行政
拜尼厄莱瑞夫的邮政编码为21450，INSEE市镇编码为21043。

## 政治
拜尼厄莱瑞夫所属的省级选区为塞纳河畔沙蒂永县。

## 人口

1962-2008年间拜尼厄莱瑞夫人口变化图示

拜尼厄莱瑞夫于2022年1月1日时的人口数量为203人。